# 国本 (市原市)
国本（こくもと）は、千葉県市原市の加茂地区にある大字。郵便番号は290-0531。

## 概要
市原市南部に位置する。

## 地理
北は田淵、東は月出、南は折津、西は大久保と接している。

## 世帯数と人口
2022年（令和4年）4月1日現在の世帯数と人口は以下の通りである。
| 町丁字 | 世帯数 | 人口  |
| ------ | ------ | ----- |
| 国本   | 49世帯 | 110人 |

## 通学区域
市立小学校・市立中学校及び県立高等学校の通学区域は以下の通りである。
| 町丁字 | 区域 | 小学校             | 中学校             | 高等学校 |
| ------ | ---- | ------------------ | ------------------ | -------- |
| 国本   | 全域 | 市原市立加茂小学校 | 市原市立加茂中学校 | 第9学区  |

## 交通

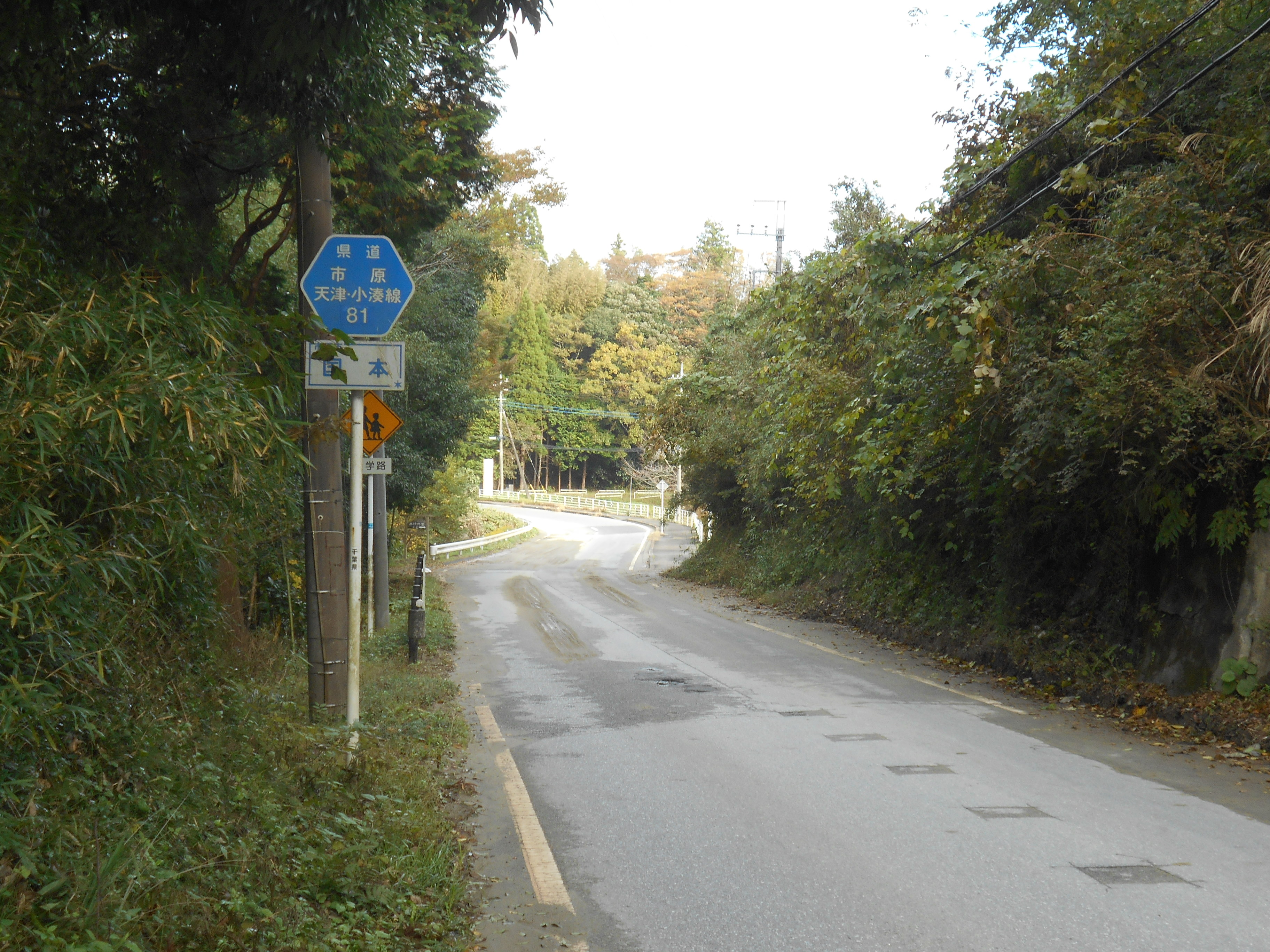
県道81号線

### 道路
- 千葉県道32号大多喜君津線
- 千葉県道81号市原天津小湊線